# Ángel García Yáñez
Ángel García Yáñez (Zacualpan de Amilpas, Morelos; 14 de diciembre de 1967) es un político mexicano afiliado al Partido Revolucionario Institucional (PRI). Desde el 1 de septiembre de 2018 es senador de la república en la LXIV legislatura en representación del estado de Morelos.

## Biografía
Ángel García Yáñez nació el 24 de diciembre de 1967 en el municipio de Zacualpan de Amilpas Morelos, sus padres son la profesora Rogelia Yáñez García (Q. E. P. D.), originaria de Jumiltepec, Ocuituco, Morelos y Ángel García Alcázar originario de Zacualpan de Amilpas, Morelos.
Curso su educación básica en la Escuela Primaria Álvaro Obregón y la Escuela Secundaria Técnica #12 en el municipio de Zacualpan de Amilpas. Posteriormente estudió dos años en el colegio militar y concluyó su educación media superior en la Preparatoria Profesor Manuel Noceda Barrios de Jonacatepec, Morelos.
La afición por los caballos le llegó desde la niñez en compañía de su padre y del ambiente rural en su pueblo natal. Y es en este ambiente de charrería en el cual se desempeñó muchos años como un empresario exitoso realizando eventos de charrería y jaripeos en todo el país con artistas de talla internacional.
Es en el año de 2008 que un grupo de personas de Zacualpan y Tlacotepec lo invitan para ser candidato a presidente Municipal de Zacualpan de Amilpas y así comienza su carrera política.

## Trayectoria política
Ángel García Yáñez contendió a la presidencia municipal de Zacualpan de Amilpas por el Partido Verde Ecologista de México en las elecciones de julio del 2009, ganando con una votación histórica hasta entonces obteniendo 1,256 votos, con lo cual fue nombrado presidente municipal de Zacualpan de Amilpas para el periodo 2009-2012.
En marzo del 2012 Ángel pide licencia como presidente municipal para contender en las elecciones de ese mismo año por la Diputación Local del distrito XVII que comprendía los municipios de Zacualpan de Amilpas, Ocuituco, Tetela del Volcán y la cabecera distrital de Yecapixtla. En julio del 2012 Ángel gana la Diputación Local, nuevamente con una votación histórica para el Distrito XVII, con la cifra de 15,615 votos , convirtiéndose así en diputado local por el Distrito XVII para el periodo 2012-2015 de la LII Legislatura del Congreso del Estado de Morelos, siendo el primer, y único hasta la fecha, diputado local originario del municipio de Zacualpan de Amilpas.
En el año 2015 el Partido Verde  Ecologista le niega a Ángel la posibilidad de ser su candidato a la Diputación Federal por lo que es invitado por el Partido Nueva Alianza para abanderar la candidatura en el Distrito Federal V con cabecera en Yautepec, es así como en las elecciones del 2015 Ángel gana la Diputación Federal  del Distrito V que en ese momento comprendía los municipios de Zacualpan de Amilpas, Temoac, Jantetelco, Jonacatepec, Tepalcingo, Axochiapan, Tlaltizapán, Ayala y la cabecera de distrito Yautepec, y se convierte en el primer y único diputado federal del Partido Nueva Alianza en todo el país, en haber ganado su puesto a través del voto en las urnas con la cifra de 25,453 votos Con lo cual del 1 de septiembre de 2015 al 31 de agosto de 2018 fue diputado federal en la LXIII Legislatura del Congreso de la Unión en representación del distrito 5 del estado de Morelos, con sede en Yautepec de Zaragoza. Fue parte de la bancada de Nueva Alianza.
Desde el 1 de septiembre de 2018 es senador de la república de primera minoría en la LXIV legislatura en representación del estado de Morelos como integrante de la bancada del Partido Revolucionario Institucional. Es secretario de la comisión de educación y de la comisión de seguridad social.